# راي براند
راي براند (بالإنجليزية: Ray Brand)‏ (2 أكتوبر 1934 في المملكة المتحدة - ) هو لاعب كرة قدم بريطاني في مركز الدفاع. لعب مع نادي ساوثيند يونايتد ونادي ميلوول وهاستينغز يونايتد ‏ وHatfield Town F.C. ‏.